# FK Brandýs nad Labem
FK Brandýs nad Labem is een Tsjechische voetbalclub uit Brandýs nad Labem-Stará Boleslav. De club werd in 1901 opgericht als SK Brandýs n.L. en speelt in de Divize C (het 4e niveau). Tussen 1988 en 1995 speelde FK Brandýs nad Labem vijf seizoenen lang op het tweede niveau van het Tsjecho-Slowaakse en Tsjechische voetbal.

## Naamswijzigingen
- 1901 – SK Brandýs n.L. (Sportovní klub Brandýs nad Labem)
- 1948 – TJ Sokol Brandýs n.L. (Tělovýchovná jednota Sokol Brandýs nad Labem)
- 1951 – TJ Sokol Agrostroj Brandýs n.L. (Tělovýchovná jednota Sokol Agrostroj Brandýs nad Labem)
- 1953 – Spartak Brandýs n.L. (Tělovýchovná jednota Spartak Brandýs nad Labem)
- 1966 – TJ BSS Brandýs n.L. (Tělovýchovná jednota Brandýské strojírny a slévarny Brandýs nad Labem)
- 1974 – TJ Brandýs n.L. (Tělovýchovná jednota Brandýs nad Labem)
- 1979 – TJ BSS Brandýs n.L. (Tělovýchovná jednota Brandýské strojírny a slévarny Brandýs nad Labem)
- 1993 – SK Alfa Brandýs n.L. (Sportovní klub Alfa Brandýs nad Labem)
- 1996 – FK Kaučuk Brandýs n.L. (Fotbalový klub Kaučuk Brandýs nad Labem)
- 1998 – FC Panoko Brandýs n.L. (Football club Panoko Brandýs nad Labem)
- 2000 – FK Brandýs nad Labem (Fotbalový klub Brandýs nad Labem)